# Internazionali d'Italia 2021 - Qualificazioni singolare maschile
Le qualificazioni del singolare maschile degli Internazionali d'Italia 2021 sono un torneo di tennis preliminare per accedere alla fase finale della manifestazione. I vincitori dell'ultimo turno sono entrati di diritto nel tabellone principale. In caso di ritiro di uno o più giocatori aventi diritto a questi sono subentrati i lucky loser, ossia i giocatori che hanno perso nell'ultimo turno ma che avevano una classifica più alta rispetto agli altri partecipanti che avevano comunque perso nel turno finale.

## Teste di serie
1. Cameron Norrie (qualificato)
2. Alejandro Davidovich Fokina (qualificato)
3. Aljaž Bedene (ultimo turno, lucky loser)
4. Tommy Paul (qualificato)
5. Yoshihito Nishioka (ultimo turno, lucky loser)
6. Tennys Sandgren (primo turno)
7. Frances Tiafoe (ultimo turno, ritirato)

1. Corentin Moutet (qualificato)
2. Jahor Herasimaŭ (primo turno)
3. Alexei Popyrin (primo turno)
4. Federico Delbonis (qualificato)
5. Thiago Monteiro (ultimo turno)
6. Radu Albot (ritirato)
7. Jaume Munar (primo turno)

## Qualificati
1. Cameron Norrie
2. Alejandro Davidovich Fokina
3. Hugo Dellien
4. Tommy Paul

1. Kamil Majchrzak
2. Roberto Carballés Baena
3. Federico Delbonis

### Lucky loser
1. Aljaž Bedene

1. Yoshihito Nishioka

## Tabellone

### Legenda
| - Q = Qualificato - WC = Wild card - LL = Lucky loser | - ALT = Alternate - SE = Special Exempt - PR = Protected Ranking | - w/o = Walkover - r = Ritirato - d = Squalificato |

### Sezione 1
|  | Primo turno | Primo turno      | Primo turno    | Primo turno | Primo turno |  |  | Ultimo turno | Ultimo turno     | Ultimo turno | Ultimo turno | Ultimo turno |  |
|  |             |                  |                |             |             |  |  |              |                  |              |              |              |  |
|  | 1           | Cameron Norrie   | Cameron Norrie | 6           | 6           |  |  |              |                  |              |              |              |  |
|  |             | Pablo Cuevas     | Pablo Cuevas   | 1           | 3           |  |  | 1            | Cameron Norrie   | 6            | 2            | 6            |  |
|  |             | Marco Cecchinato | 64             | 6           | 6           |  |  |              | Marco Cecchinato | 4            | 6            | 4            |  |
|  | 9           | Jahor Herasimaŭ  | 7              | 2           | 3           |  |  |              |                  |              |              |              |  |

### Sezione 2
|  | Primo turno | Primo turno                 | Primo turno       | Primo turno | Primo turno |  |  | Ultimo turno | Ultimo turno                | Ultimo turno                | Ultimo turno | Ultimo turno |  |
|  |             |                             |                   |             |             |  |  |              |                             |                             |              |              |  |
|  | 2           | Alejandro Davidovich Fokina | 6                 | 2           |             |  |  |              |                             |                             |              |              |  |
|  | WC          | Flavio Cobolli              | 2                 | 0           | r           |  |  | 2            | Alejandro Davidovich Fokina | Alejandro Davidovich Fokina | 6            | 7            |  |
|  | WC          | Andrea Pellegrino           | Andrea Pellegrino | 65          | 2           |  |  | 8            | Corentin Moutet             | Corentin Moutet             | 4            | 65           |  |
|  | 8           | Corentin Moutet             | Corentin Moutet   | 7           | 6           |  |  |              |                             |                             |              |              |  |

### Sezione 3
|  | Primo turno | Primo turno       | Primo turno  | Primo turno | Primo turno |  |  | Ultimo turno | Ultimo turno | Ultimo turno | Ultimo turno | Ultimo turno |  |
|  |             |                   |              |             |             |  |  |              |              |              |              |              |  |
|  | 3           | Aljaž Bedene      | 6            | 3           | 6           |  |  |              |              |              |              |              |  |
|  | WC          | Gian Marco Moroni | 2            | 6           | 4           |  |  | 3            | Aljaž Bedene | Aljaž Bedene | 2            | 1            |  |
|  |             | Hugo Dellien      | Hugo Dellien | 6           | 6           |  |  |              | Hugo Dellien | Hugo Dellien | 6            | 6            |  |
|  | 14          | Jaume Munar       | Jaume Munar  | 4           | 1           |  |  |              |              |              |              |              |  |

### Sezione 4
|  | Primo turno | Primo turno          | Primo turno          | Primo turno | Primo turno |  |  | Ultimo turno | Ultimo turno    | Ultimo turno | Ultimo turno | Ultimo turno |  |
|  |             |                      |                      |             |             |  |  |              |                 |              |              |              |  |
|  | 4           | Tommy Paul           | Tommy Paul           | 7           | 6           |  |  |              |                 |              |              |              |  |
|  |             | Juan Ignacio Londero | Juan Ignacio Londero | 65          | 3           |  |  | 4            | Tommy Paul      | 7            | 4            | 7            |  |
|  |             | Michail Kukuškin     | Michail Kukuškin     | 63          | 6(1)        |  |  | 12           | Thiago Monteiro | 5            | 6            | 64           |  |
|  | 12          | Thiago Monteiro      | Thiago Monteiro      | 7           | 7           |  |  |              |                 |              |              |              |  |

### Sezione 5
|  | Primo turno | Primo turno        | Primo turno        | Primo turno | Primo turno |  |  | Ultimo turno | Ultimo turno       | Ultimo turno       | Ultimo turno | Ultimo turno |  |
|  |             |                    |                    |             |             |  |  |              |                    |                    |              |              |  |
|  | 5           | Yoshihito Nishioka | Yoshihito Nishioka | 6           | 7           |  |  |              |                    |                    |              |              |  |
|  |             | Grégoire Barrère   | Grégoire Barrère   | 4           | 6(1)        |  |  | 5            | Yoshihito Nishioka | Yoshihito Nishioka | 3            | 1            |  |
|  |             | Kamil Majchrzak    | 7                  | 64          | 6           |  |  |              | Kamil Majchrzak    | Kamil Majchrzak    | 6            | 6            |  |
|  | 10          | Alexei Popyrin     | 6                  | 7           | 3           |  |  |              |                    |                    |              |              |  |

### Sezione 6
|  | Primo turno | Primo turno             | Primo turno             | Primo turno | Primo turno |  |  | Ultimo turno | Ultimo turno            | Ultimo turno            | Ultimo turno | Ultimo turno |  |
|  |             |                         |                         |             |             |  |  |              |                         |                         |              |              |  |
|  | 6           | Tennys Sandgren         | Tennys Sandgren         | 5           | 3           |  |  |              |                         |                         |              |              |  |
|  |             | Roberto Carballés Baena | Roberto Carballés Baena | 7           | 6           |  |  |              | Roberto Carballés Baena | Roberto Carballés Baena | 7            | 6            |  |
|  | WC          | Raul Brancaccio         | 3                       | 6           | 6           |  |  | WC           | Raul Brancaccio         | Raul Brancaccio         | 5            | 4            |  |
|  | Alt         | Federico Gaio           | 6                       | 4           | 4           |  |  |              |                         |                         |              |              |  |

### Sezione 7
|  | Primo turno | Primo turno       | Primo turno       | Primo turno | Primo turno |  |  | Ultimo turno | Ultimo turno      | Ultimo turno | Ultimo turno | Ultimo turno |  |
|  |             |                   |                   |             |             |  |  |              |                   |              |              |              |  |
|  | 7           | Frances Tiafoe    | Frances Tiafoe    | 6           | 7           |  |  |              |                   |              |              |              |  |
|  |             | Jozef Kovalík     | Jozef Kovalík     | 2           | 5           |  |  | 7            | Frances Tiafoe    | 7            | 4            | 2r           |  |
|  |             | Marcos Giron      | Marcos Giron      | 3           | 3           |  |  | 11           | Federico Delbonis | 5            | 6            | 4            |  |
|  | 11          | Federico Delbonis | Federico Delbonis | 6           | 6           |  |  |              |                   |              |              |              |  |